# 張廣 (成化進士)
張廣（1447年—？），字弘仁，順天府通州人，民籍，明朝官员。進士出身。

## 生平
早年出身州學生，順天府鄉試第一百十名。成化十一年（1475年）乙未科會試第一百七十一名，殿試登進士第三甲第七十二名。官郏縣知縣。

## 家族
曾祖父張從禮。祖父張志方。父亲張曇。